# Gloria Galeano Garcés
Gloria Amparo Galeano Garcés (24 tháng 4 năm 1958 – 23 tháng 3 năm 2016) là một nhà thực vật học kiêm nhà nông học người Colombia chuyên nghiên cứu về các loài cây họ cọ. Galeano là giảng viên của Đại học Quốc gia Colombia và đồng thời là giám đốc của Viện Khoa học Tự nhiên từ năm 2003 đến năm 2006. Cô nhận bằng Tiến sĩ của Đại học Aarhus, Đan Mạch vào năm 1997.
Gloria Amparo Galeano Garcés sinh ra ở thành phố Medellín thuộc Colombia, là con gái của ông Gerardo Galeano, một kế toán đến từ Amagá, và bà Lía Garcés, đến từ Heliconia. Gloria là đứa con thứ hai trong sáu người con.
Galeano là tác giả nghiên cứu, mô tả phân loại của 58 loài, phân loài và giống cây, đặc biệt là họ cọ. Bà đã để lại một công trình nghiên cứu đồ sộ. Bà đã xuất bản tổng cộng 17 cuốn sách, 68 bài báo khoa học và 15 chương sách, chủ yếu là về cây cọ và phân loại, hệ thống, sinh thái, sử dụng, kiến thức truyền thống, sinh thái, bảo tồn và tác động thu hoạch của cây cọ ở Colombia và Neotropical. Cô cũng là đồng tác giả một công trình nghiên cứu các loài cọ của châu Mỹ.
Năm 1996, cô đã giành được giải thưởng khoa học từ Tổ chức Fundación Alejandro Angel Escobar cho những đóng góp của bà trong công trình nghiên cứu, hướng dẫn thực địa các loài cọ ở Châu Mỹ (đồng tác giả bởi Andrew Henderson & Rodrigo Bernal).
Loài cọ Geonoma galeanoae được đặt theo tên của cô.

## Loài thực vật mới được phát hiện

### Arecaceae
- Aiphanes acaulis Galeano & R.Bernal—Principes 29(1): 20. 1985[8]
- Aiphanes graminifolia Galeano & R.Bernal—Caldasia 24(2): 277 (-280; fig. 1). 2002[9]
- Astrocaryum triandrum Galeano, R.Bernal & F.Kahn—Candollea 43(1): 279 (1988)[10]
- Bactris rostrata Galeano & R.Bernal—Caldasia 24(2): 280 (-283; fig. 2). 2002[11]
- Ceroxylon amazonicum Galeano—Caldasia 17: 398 fig. 1995[12]
- Ceroxylon echinulatum Galeano—Caldasia 17: 399-402 fig. 1995[13]
- Ceroxylon parvum Galeano—Caldasia 17: 403 1995[14]
- Ceroxylon peruvianum Galeano, Sanín & K.Mejia—Revista Peru. Biol. 15(Supl. 1): 65 (-67; figs. 1-3). 2008[15]
- Ceroxylon sasaimae Galeano—Caldasia 17: 404-405 fig. 1995[16]
- Chamaedorea murriensis Galeano—Principes 31: 143 1987[17]
- Chamaedorea ricardoi R.Bernal, Galeano & Hodel—Palms 48(1): 27 (-29; fig. 1). 2004[18]
- Geonoma chlamydostachys Galeano-Garcés—Principes 30: 71 1986[19]
- Geonoma santanderensis Galeano & R.Bernal—Caldasia 24(2): 282 (-284; fig. 3). 2002[20]
- Geonoma wilsonii Galeano & R.Bernal—Caldasia 24(2):284 (-290; figs. 4-5). 2002[21]
- Oenocarpus makeru R.Bernal, Galeano & A.J.Hend.—Brittonia 43(3): 158 (1991)[22]
- Oenocarpus simplex R.Bernal, Galeano & A.J.Hend.—Brittonia 43(3): 154 (1991)[23]
- Sabinaria R. Bernal & Galeano—Phytotaxa 144: 28. 2013[24]
- Sabinaria magnifica Galeano & R. Bernal—Phytotaxa 144: 34[24]
- Wettinia oxycarpa Galeano & R.Bernal—Caldasia 13(65): 695 (1983)[25]

### Cyclanthaceae
- Asplundia harlingiana Galeano & R.Bernal—Caldasia 14: 27 (-28). 1984[26]
- Asplundia sanctae-ritae Galeano & R.Bernal—Caldasia 14: 28 (-29). 1984[27]
- Asplundia sarmentosa Galeano & R.Bernal—Caldasia 14: 29 (-30). 1984[28]
- Dicranopygium fissile Galeano & R.Bernal—Caldasia 14: 31, figs. 1984[29]
- Dicranopygium scoparum Galeano & R.Bernal—Caldasia 14: 32, figs. 1984[30]

## Liên kết mở rộng
- Faculty web page at the National University of Colombia.